# Snake Reef
Snake Reef är ett rev i Australien.   Det ligger 4 km nordost om Howick Island i delstaten Queensland.